# Traer
Traer és una població dels Estats Units a l'estat d'Iowa. Segons el cens del 2000 tenia 1.594 habitants.

## Demografia
Segons el cens del 2000, Traer tenia 1.594 habitants, 686 habitatges, i 443 famílies. La densitat de població era de 559,5 habitants/km².
Dels 686 habitatges en un 25,2% hi vivien nens de menys de 18 anys, en un 55,5% hi vivien parelles casades, en un 6% dones solteres, i en un 35,3% no eren unitats familiars. En el 31% dels habitatges hi vivien persones soles el 20,1% de les quals corresponia a persones de 65 anys o més que vivien soles. El nombre mitjà de persones vivint en cada habitatge era de 2,21 i el nombre mitjà de persones que vivien en cada família era de 2,75.
Per edats la població es repartia de la següent manera: un 20,9% tenia menys de 18 anys, un 6,1% entre 18 i 24, un 23,1% entre 25 i 44, un 21,7% de 45 a 60 i un 28,2% 65 anys o més.
L'edat mediana era de 45 anys. Per cada 100 dones de 18 o més anys hi havia 81,4 homes.
La renda mediana per habitatge era de 35.329 $ i la renda mediana per família de 43.375 $. Els homes tenien una renda mediana de 30.882 $ mentre que les dones 20.670 $. La renda per capita de la població era de 17.811 $. Entorn del 4,9% de les famílies i el 7% de la població estaven per davall del llindar de pobresa.